# Arboretum Leśne im. prof. Stefana Białoboka w Stradomi Dolnej
Arboretum Leśne im. prof. Stefana Białoboka w Stradomi Dolnej – arboretum leśne prowadzone przez Nadleśnictwo Syców, położone w Stradomi Dolnej, w gminie Dziadowa Kłoda, w powiecie oleśnickim. Jeden z największych tego typu obiektów w Polsce o łącznej powierzchni około 650 ha.

## Historia

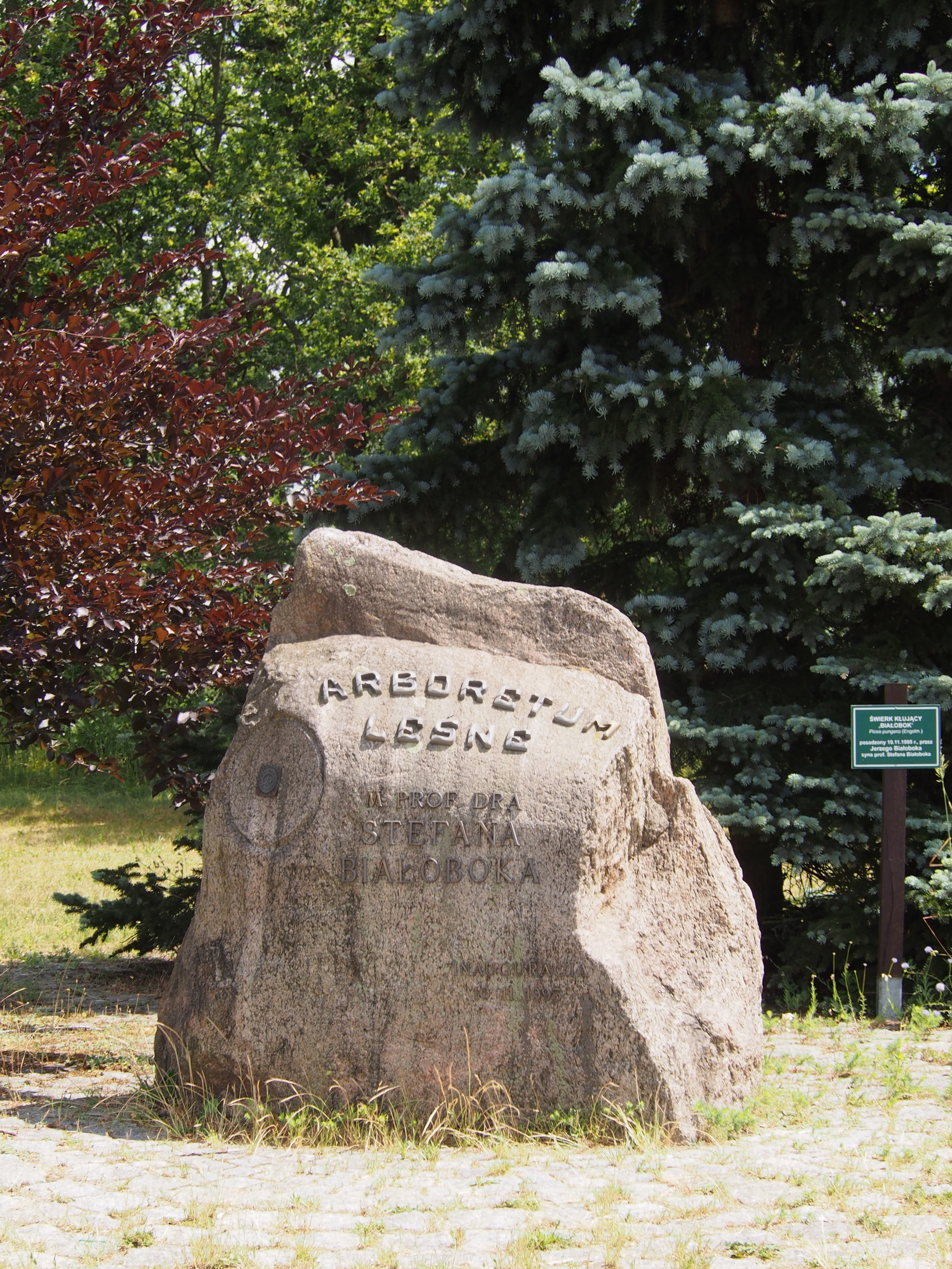
Tablica upamiętniająca powstanie obiektu.

Początki historii obiektu sięgają 1994 kiedy to istniejąca od 1990 roku specjalistyczna szkółka leśna w Stradomi Dolnej została przekształcona w arboretum. 10 listopada 1995 roku nastąpiło uroczyste otwarcie nowo powstałego ogrodu botanicznego, któremu w tym samym roku nadano imię profesora Stefana Białoboka – wybitnego polskiego dendrologa, członka rzeczywistego Polskiej Akademii Nauk. W lutym 1996 roku Dyrektor Regionalnej Dyrekcji Lasów Państwowych w Poznaniu powołał Radę Naukową Arboretum, która pełni w placówce funkcję organu doradczego i opiniodawczego w kwestiach naukowych. Większość prac związanych ze stworzeniem części ekspozycyjnej arboretum zrealizowano w latach 1995-1999. W 1997 roku założono alpinarium. W 2001 roku w Arboretum Leśnym utworzono Archiwum Klonów Gatunków Cennych, gdzie gromadzone są i pomnażane gatunki szczególnie cenne, chronione i zagrożone. W 2016 roku placówka dobrowolnie podpisała deklarację o stosowaniu Kodeksu Dobrych Praktyk – ogrodnictwo wobec roślin inwazyjnych obcego pochodzenia, wydanego przez Generalną Dyrekcję Ochrony Środowiska w Warszawie. W tym samym roku na terenie Arboretum utworzono ścieżkę edukacyjną pt.: „Rośliny Inwazyjne Obcego Pochodzenia”, na której przedstawiono zagadnienia dotyczące tematyki roślin inwazyjnych. Organem zarządzającym placówką jest Nadleśnictwo Syców, podlegające Regionalnej Dyrekcji Lasów Państwowych w Poznaniu.

## Kolekcje
Kolekcje botaniczne Arboretum Leśnego w Stradomi tworzy około 1500 taksonów drzew i krzewów oraz kilkaset taksonów roślin ozdobnych pochodzących z różnych regionów Europy, Azji i Ameryki Północnej. Na terenie ogrodu możemy znaleźć m.in. alpinaria z kolekcją ponad 100 gatunków roślin wysokogórskich i ozdobnych (w tym dziewięćsił bezłodygowy, lilię złotogłów, szafran spiski, gunnerę brazylijską czy pieris japoński), powierzchnie kolekcyjne z nasadzeniami traw ozdobnych i bylin (w tym około 300 gatunków i odmian rododendronów), kompleks pięciu zbiorników wodnych z kolekcjami ponad 100 gatunków roślin wodnych i chronionych, kolekcję dendrologiczną w skład której wchodzi 1 158 gatunków i odmian drzew i krzewów, plantację nasienną olchy czarnej i modrzewia europejskiego oraz jedną z najbogatszych w kraju, składającą się z około 270 odmian kolekcję sosen. Arboretum posiada również bogatą, złożoną z ponad 100 gatunków, kolekcję roślin chronionych w skład której wchodzą m.in. kotewka orzech wodny, sprowadzony z poligonu w Nowej Dębie wawrzynek główkowy, różanecznik żółty, wymarła w naturze paproć wodna marsylia czterolistna czy dyptam jesionolistny zwany gorejącym krzewem Mojżesza. Ponadto znaczna część kompleksu leśnego obiektu porośnięta jest cennym przyrodniczo borem mieszanym, złożonym z sosny, dębu i brzozy z miejscową domieszką świerka, olchy, osiki i czeremchy. Na terenie ogrodu prowadzona jest również szkółka drzew leśnych i obcego pochodzenia, której roczna produkcja materiału szkółkarskiego taksonów drzew i krzewów wynosi 200 000 sadzonek.

## Galeria

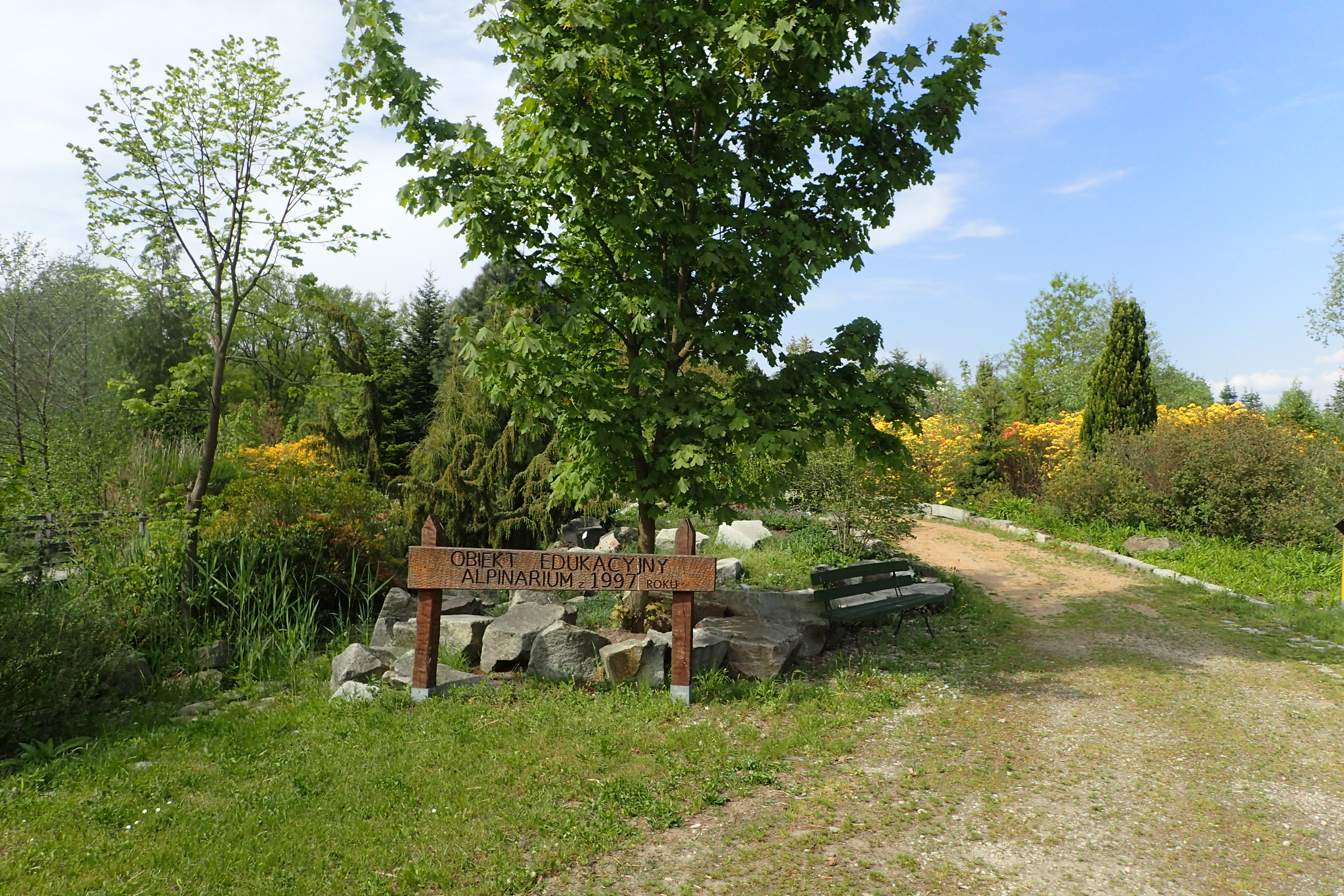
Alpinarium z 1997 roku
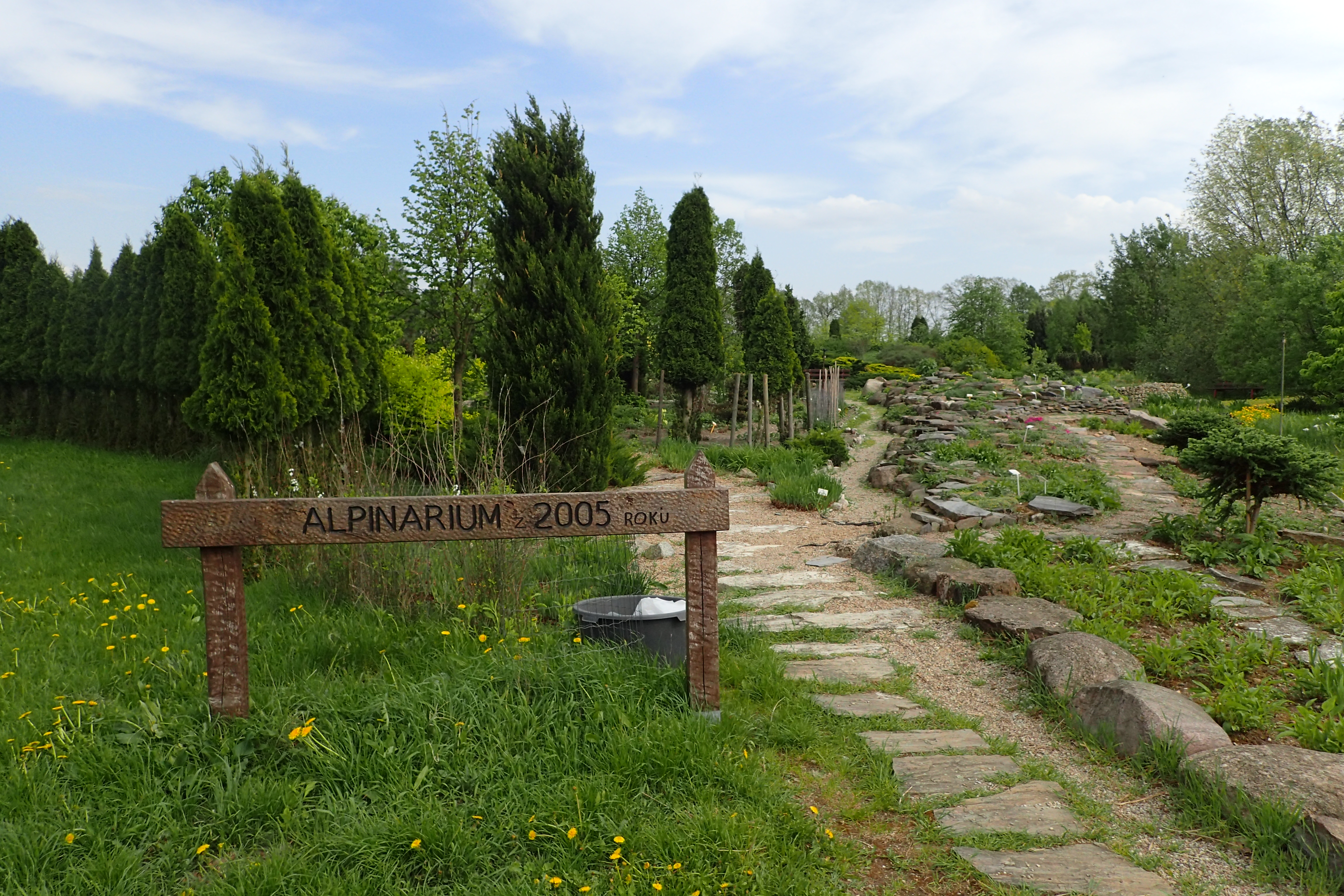
Alpinarium z 2005 roku
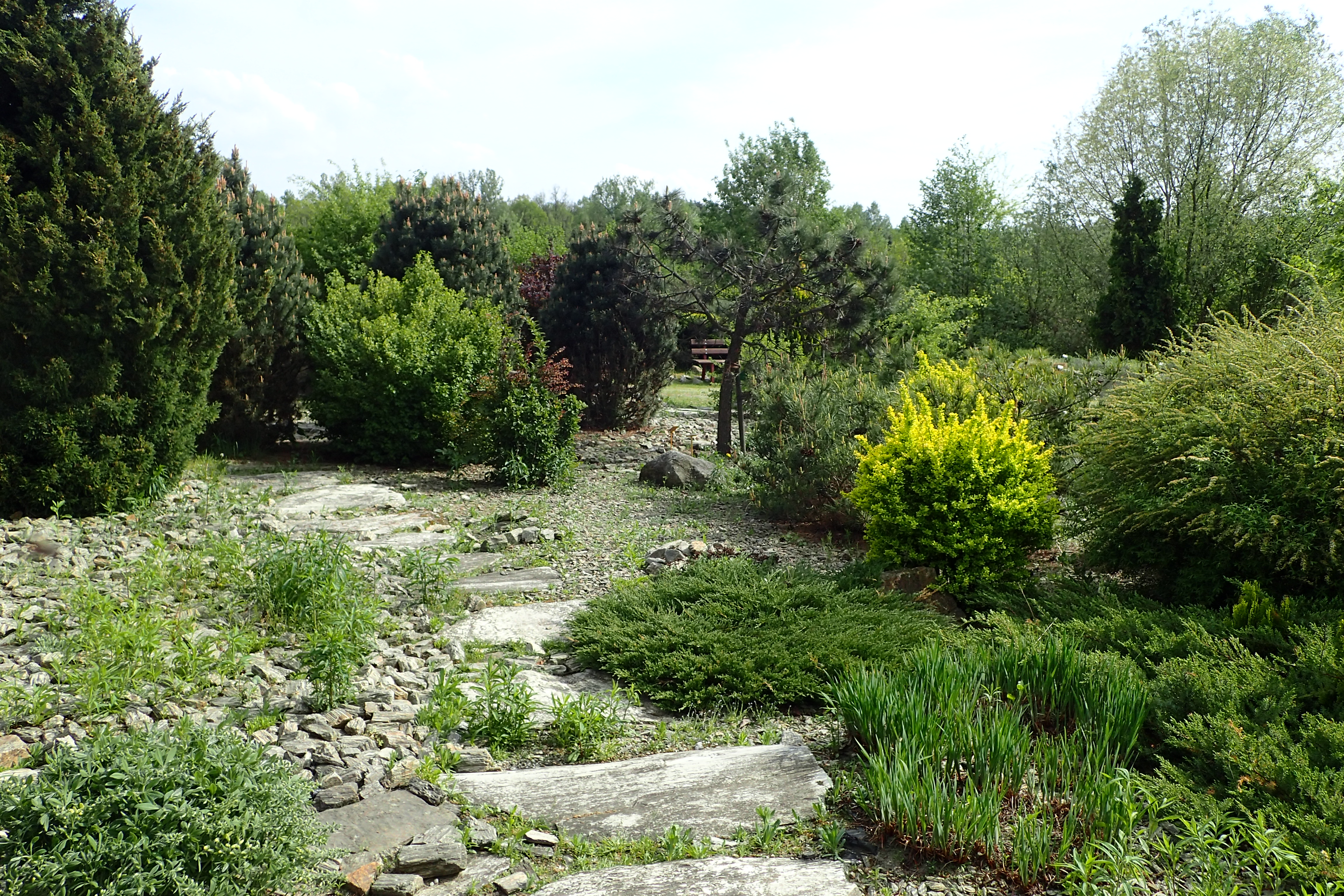
Roślinność Alpinarium
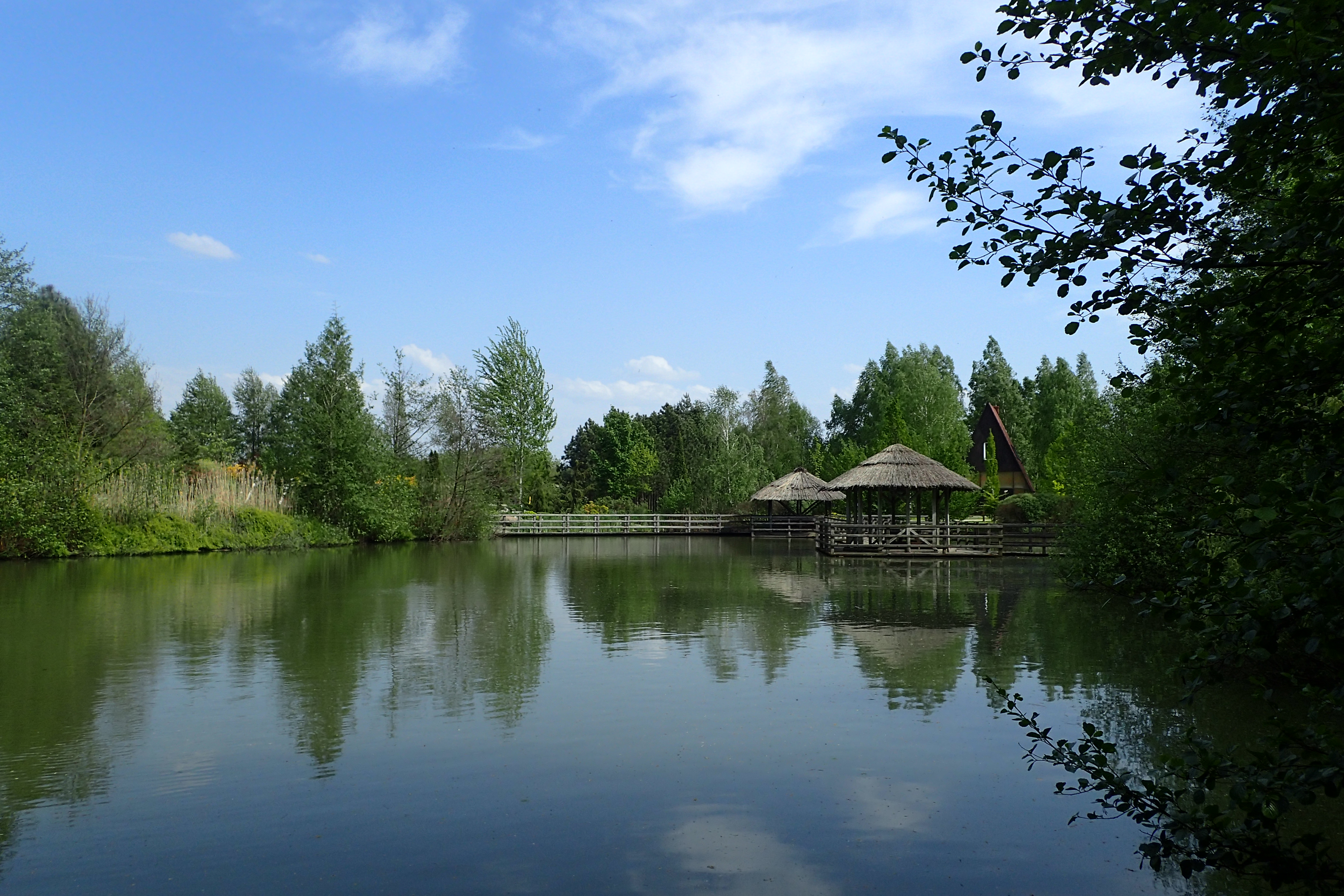
Staw
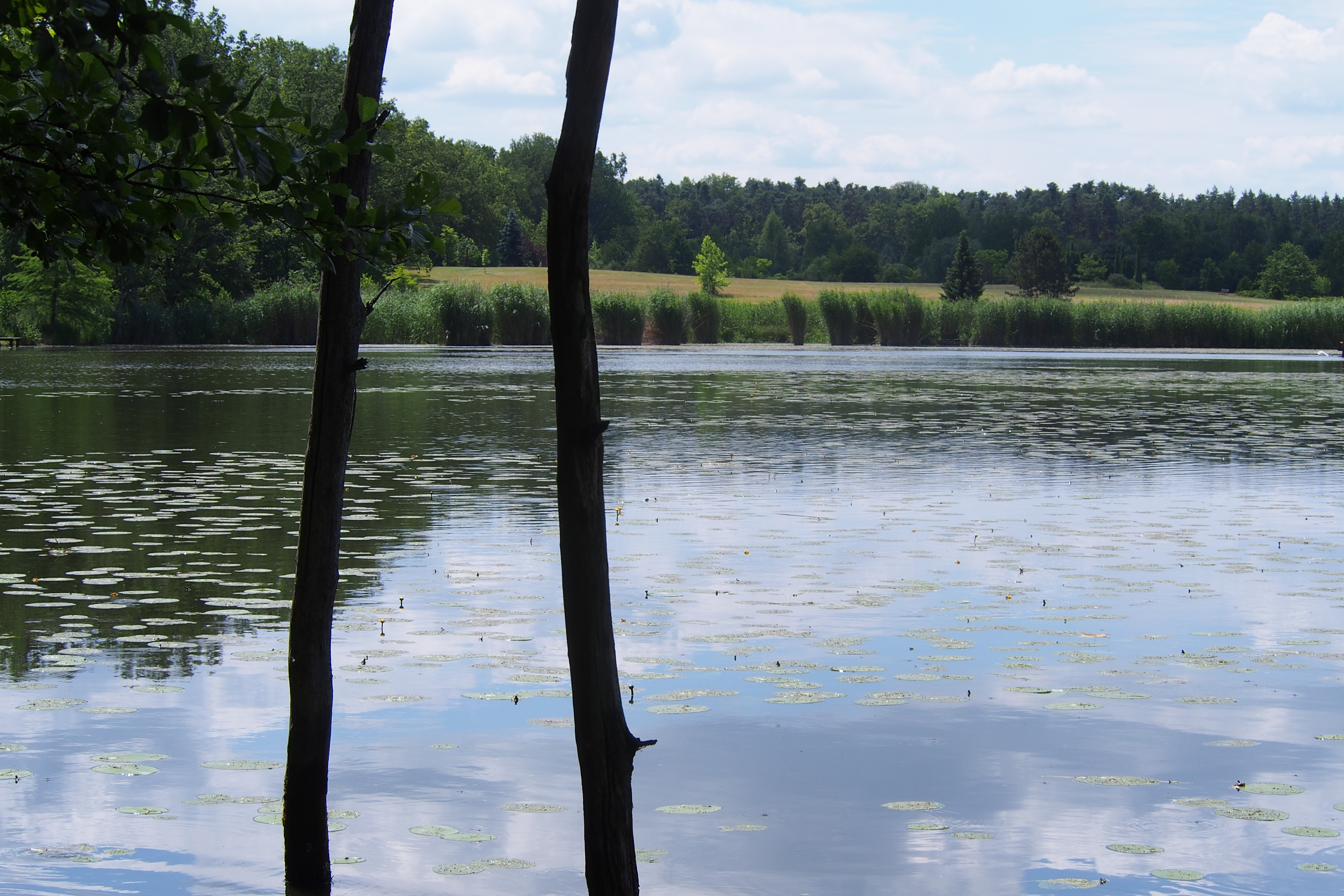
Staw
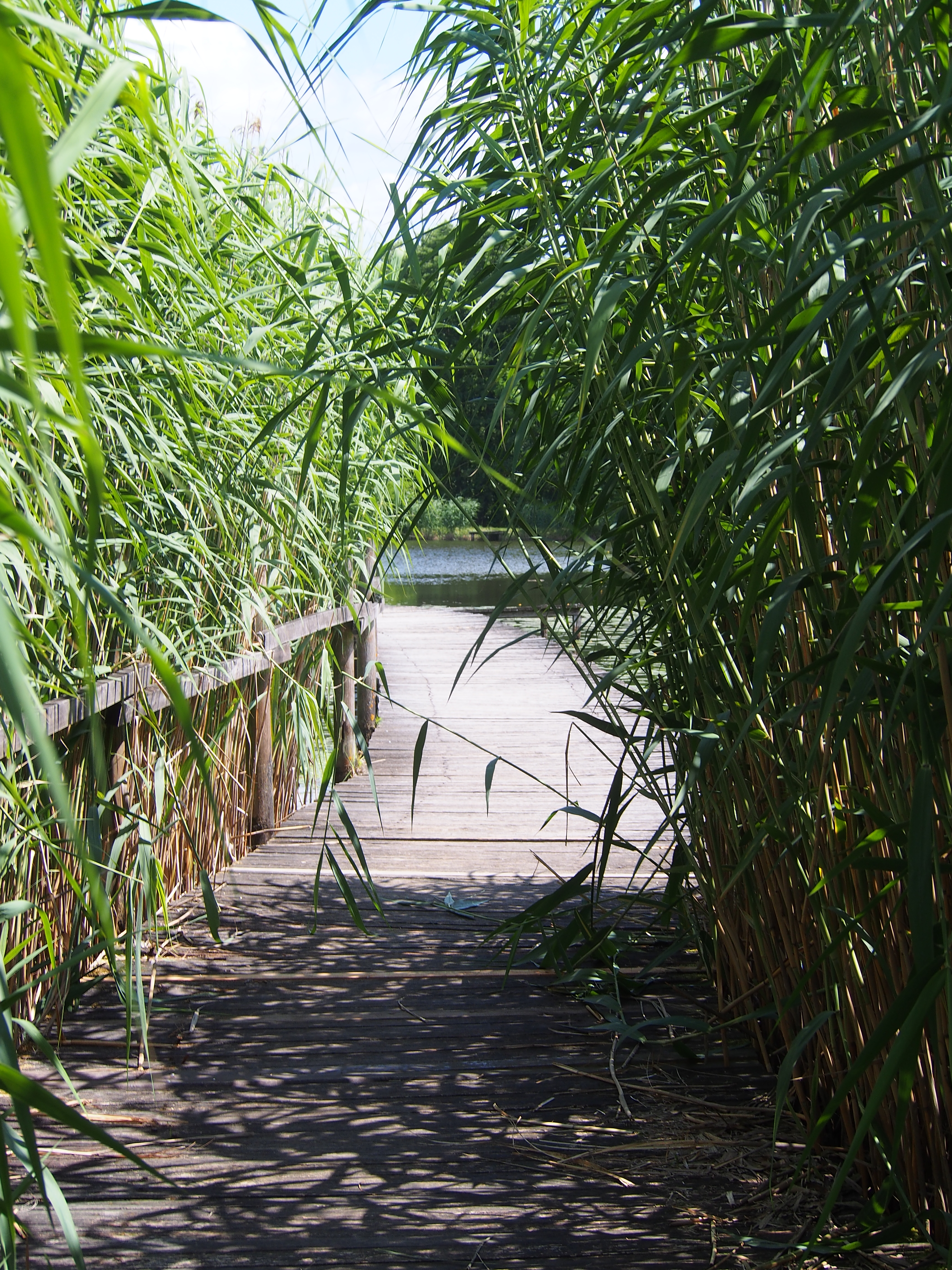
Pomost
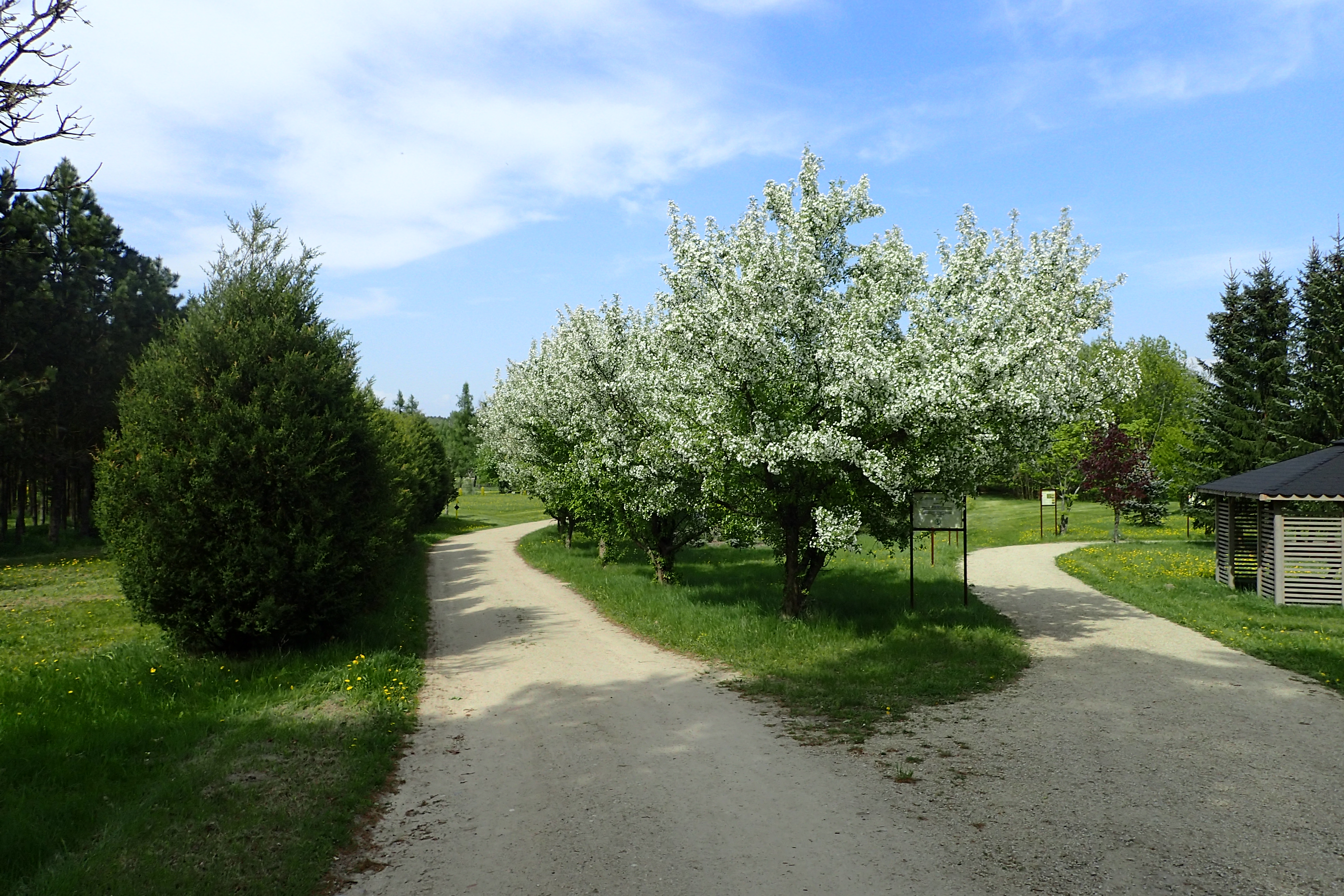
Ścieżki na terenie Arboretum
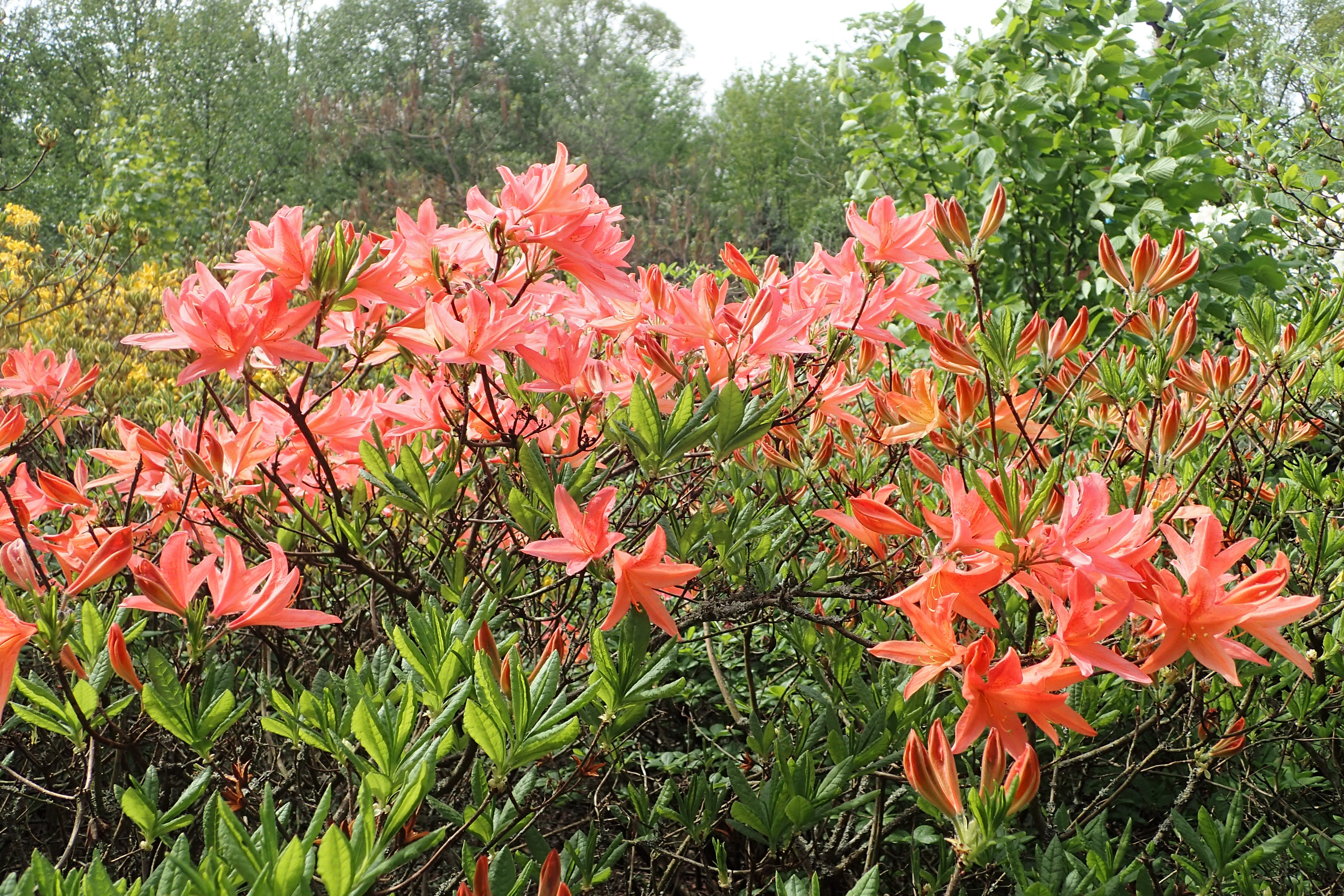
Rododendron

## Archiwum Klonów
Od 2000 roku sycowskie arboretum realizuje projekt „Archiwum klonów drzew cennych Polski zachodniej”. Projekt ten jest elementem realizowanego przez Lasy Państwowe „Programu zachowania leśnych zasobów genowych i hodowli selekcyjnej drzew leśnych w Polsce na lata 1991–2010” oraz „Krajowej strategii ochrony i umiarkowanego użytkowania różnorodności biologicznej”, a jego celem jest tworzenie rezerwuaru genetycznego na wypadek zamierania szczególnie cennych gatunków drzew w ich środowisku naturalnym. W latach 2001–2004 na terenie placówki wyhodowano i zabezpieczono w postaci sadzonek materiał roślinny z 3252 drzew matecznych, 1819 drzew zachowawczych oraz ponad 100 najcenniejszych drzew pomnikowych. Archiwum Klonów, znajdujące się na terenie Arboretum jest jednym z największych obiektów tego typu w Polsce.
W archiwum znajdują się sadzonki m.in.:
- świerka pospolitego pochodzącego z rejonu Istebnej[10],
- jodły pospolitej z terenów Nadleśnictw Kamienna Góra, Szklarska Poręba i Śnieżka[10],
- modrzewia europejskiego z rejonu Sudetów[11],
- sosny czarnej z terenu województwa wielkopolskiego[11],
- dębu bezszypułkowego z okolic Rychtala[11],
- dębu szypułkowego z okolic Krotoszyna[12],
- sosny drzewokosy z Parku Narodowego Gór Stołowych[13],
- sosny limby z Tatrzańskiego Parku Narodowego[13],
- cisu pospolitego z rejonu Sudetów[13],
- woskownicy europejskiej z Nadleśnictwa Rokita[13],
- jarząbu brekinia z miejscowości Piaski[13],
- jarząbu szwedzkiego z Pomorza[13].

Na szczególną uwagę zasługuje również wchodzące w jego skład archiwum klonów pomnikowych cisów, w którym zgromadzono kolekcję sadzonek pochodzących od 178 (stan na 2010 r.) wyjątkowo okazałych i sędziwych pomników przyrody z województw wielkopolskiego, dolnośląskiego, kujawsko-pomorskiego, lubuskiego, pomorskiego i zachodniopomorskiego, w tym od najstarszego polskiego drzewa Cisa z Henrykowa Lubańskiego. Ponadto na terenie obiektu znajdują się sadzonki klonów innych szczególnie cennych drzew m.in. Dębu Napoleona, Dębów Rogalińskich, Dębu Bartek czy obumarłego w 2020 roku Dębu Chrobry. Arboretum posiada także sadzonki odmian własnych np. wyhodowanych na terenie placówki karłowatych odmian sosny czarnej Syców i Ślizów.

## Turystyka
Arboretum Leśne im. prof. Stefana Białoboka jest jednym z największych arboretów w Polsce, jego całkowita powierzchnia wynosi około 650 ha z czego około 85 ha jest terenem udostępnionym turystycznie. Obiekt zlokalizowany jest około 6 km na południowy zachód od Sycowa, w południowej części Wzgórz Sycowskich na wysokości 175–200 m n.p.m. Na terenie ogrodu poprowadzono trzy znakowane kolorami ścieżki o długości od 1 do 3 km, z maksymalnym czasem zwiedzania szacowanym na 2,5 h. Trasy czerwona i niebieska, o długościach odpowiednio 2,8 i 1,2 km wychodzą spod kas natomiast czarna stanowi przedłużenie trasy czerwonej i tworzy półtorakilometrową pętlę wokół największego zbiornika na terenie obiektu – Dużego Stawu. Oprócz oznakowanych ścieżek turystycznych na terenie Arboretum wytyczono także ścieżki edukacyjne i tematyczne m.in. ścieżki "Stradomia", "Rośliny Inwazyjne Obcego Pochodzenia" oraz "Arboretum" połączone z Zieloną Szkołą dla dzieci i młodzieży. Na ich trasie rozstawiono liczne tablice dydaktyczne, dzięki którym zwiedzający mają okazję zapoznać się z zagadnieniami związanymi m.in. z hodowlą i użytkowania lasu, sukcesją naturalną w środowisku zniekształconym przez człowieka, rolą zadrzewień w krajobrazie, roślinami inwazyjnymi czy różnymi typami ekosystemów. Dodatkową atrakcję ogrodu może stanowić znajdująca się na jego terenie Kolekcja Roślin Pamiątkowych, w skład której wchodzą m.in. dąb szypułkowy upamiętniający Krzysztofa Pendereckiego – wybitnego kompozytora, który był częstym gościem Arboretum, klon zwyczajny posadzony przez bp. Edwarda Janiaka czy dąb szypułkowy wyhodowany z nasion poświęconych w 2004 roku przez papieża Jana Pawła II (tzw. Dąb Papieski). Park zamieszkują także liczne zwierzęta, m.in. bobry, kaczki, ptaki, ryby, żaby, motyle, zające czy sarny. Ponadto na terenie Arboretum przygotowano  bogatą infrastrukturę turystyczną, m.in. parking na około 100 pojazdów, ławki, huśtawki, automaty samoobsługowe z napojami i przekąskami, miejsce na ognisko czy spożycie posiłku oraz boisko do gry w piłkę. Na terenie obiektu znajduje się także budynek administracyjno-edukacyjny, w którym organizowane są sezonowe wystawy zbiorów przyrodniczych np. owadów, roślin czy ekspozycji fotograficznych, prowadzone lekcje przyrody, konferencje i spotkania przyrodników. W celach edukacyjnych na terenie Arboretum organizowana jest również składająca się z 15 punktów gra terenowa, której ukończenie kończy się wydaniem pamiątkowego dyplomu. Placówka prowadzi także punkt sprzedaży roślin. Arboretum jest czynne od początku kwietnia do końca października we wszystkie dni tygodnia od poniedziałku do niedzieli w godzinach 9.00 - 17.00, corocznie odwiedza je kilkanaście tysięcy osób.